# Emerita portoricensis
Emerita portoricensis är en kräftdjursart som beskrevs av Schmitt 1935. Emerita portoricensis ingår i släktet Emerita och familjen Hippidae. Inga underarter finns listade i Catalogue of Life.